# Kirsten Flipkensová
Kirsten Flipkensová (* 10. ledna 1986 Geel) je bývalá belgická profesionální tenistka, juniorská mistryně světa 2003 po zisku juniorských grandslamů z Wimbledonu a US Open. Na okruhu WTA Tour vyhrála sedm deblových turnajů a dvouhru Bell Challenge 2012 v Québecu, po finálovém vítězství nad Lucií Hradeckou. V rámci okruhu ITF získala třináct titulů ve dvouhře a jeden ve čtyřhře.
Na žebříčku WTA byla ve dvouhře nejvýše klasifikována v srpnu 2013 na 13. místě a ve čtyřhře pak v červenci 2019 na 23. místě. Trénovali ji Marc De Hous či Maxime Braeckman.
V belgickém týmu Billie Jean King Cupu debutovala v roce 2003 moskevským semifinále Světové skupiny proti Spojeným státům, v němž podlehla Shaughnessyové. Poslední zápas odehrála v kvalifikaci 2023 proti Kanadě. V soutěži nastoupila k třiceti třem mezistátním utkáním s bilancí 14–20 ve dvouhře a 4–14 ve čtyřhře.
Belgii reprezentovala na Letních olympijských hrách 2016 v Riu de Janeiru, kde v ženské dvouhře zdolala světovou šestku Venus Williamsovou a Lucii Šafářovou. Vypadla ve třetím kole, když nestačila na Němku Lauru Siegemundovou. Do ženské čtyřhry nastoupila s Yanina Wickmayerovou jako náhradnice. Soutěž opustily po prohře ve druhém kole od španělských turnajových čtyřek Garbiñe Muguruzaové a Carly Suárezové Navarrové.
Ve Wimbledonu 2022 ukončila kariéru ve dvouhře a rozhodla se pokračovat jako deblová specialistka. O rok později ukončila i kariéru ve čtyřhře.
Mezi březnem 2023 a červnem 2025 byla členkou trenérského týmu Karolíny Muchové.

## Tenisová kariéra

### Juniorská kariéra
Na juniorce newyorského grandslamu US Open 2002 opanovala spolu s krajankou Elke Clijstersovou soutěž čtyřhry. Ve finále si z pozice druhých nasazených poradily s americkým párem Shadisha Robinsonová a Tory Zawacká, když je hladce přehrály ve dvou setech.
V sezóně 2003 získala dva juniorské grandslamové tituly z dvouhry, když ve finále Wimbledonu 2003 porazila Rusku Annu Čakvetadzeovou, a v boji o titul na US Open 2003 přehrála nizozemskou hráčku Michaëllu Krajicekovou.
Po zisku dvou juniorských trofejí byla nominována do belgického fedcupového týmu na semifinále Světové skupiny 2003 proti Spojeným státům. Premiérové utkání ve Fed Cupu odehrála proti světové sedmnáctce Meghann Shaughnessyové, jíž podlehla po těsné třísetové bitvě.
Na konci roku 2003 se stala Talentem Belgie v anketě Nejlepší sportovec. Mezinárodní tenisová federace ji vyhlásila juniorskou mistryní světa.

### Profesionální kariéra

#### 2006

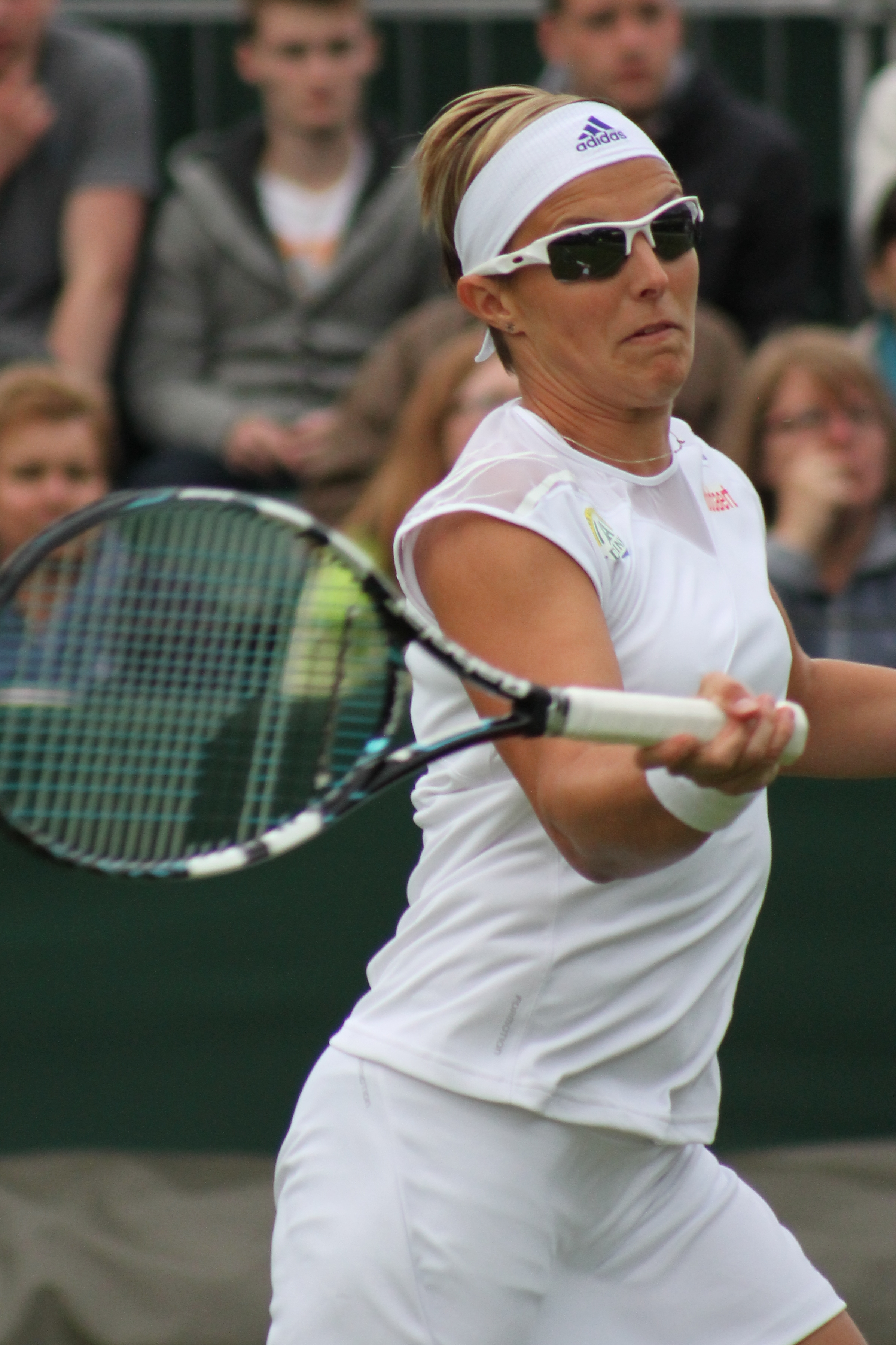
Forhend ve Wimbledonu 2013. Krátkozrakost koriguje dioptrickými brýlemi.

V hlavní soutěži seniorského grandslamu debutovala na pařížském French Open 2006, kde vypadla ve druhém kole. Do stejné fáze prošla také z kvalifikace na US Open 2006, kde podlehla pozdější semifinalistce Jeleně Jankovićové. Ve Wimbledonu 2006 nastoupila s tehdejší britskou dvojkou Andym Murraym do smíšené čtyřhry poté, co obdrželi divokou kartu. V prvním kole zdolali švédskou dvojici Robert Lindstedt a Sofia Arvidssonová, ale následně nestačili na česko-německé turnajové šestnáctky Františka Čermáka hrajícího s Annou-Lenou Grönefeldovou ve dvou setech.
Ve Fed Cupu se s družstvem probojovala až do finále, kde v polovině září Belgičanky přivítaly v charleroiské hale Spiroudome Itálii. V úvodní dvouhře nestačila na Francescu Schiavoneovou a ve druhém singlu podlehla Maře Santangelové. Poté, co dva body získala spoluhráčka Justine Heninová-Hardenneová, rozhodla o vítězkách soutěže až závěrečná čtyřhra. V ní obě belgické singlistky vytvořily pár proti italské dvojici Schiavoneová a Roberta Vinciová. Ve třetím setu za stavu 0–2 na gamy musely Belgičanky utkání skrečovat a pohár připadl Italkám.

#### 2012
V dubnu jí byly v lýtku diagnostikovány krevní sraženiny, které ji na dva měsíce vyřadily z hraní. Během této pauzy klesla na žebříčku WTA až do třetí stovky, když jí patřilo 262. místo. Ztratila také finanční podporu od Vlámské tenisové asociace (VTV). Na profesionální okruh se vrátila červnovým turnajem UNICEF Open v Rosmalenu, kde v prvním kole zdolala Australanku Samanthu Stosurovou a došla až do semifinále.
Kvalifikovala se na poslední grandslam sezóny US Open, kde byla ve druhém kole nad její síly pozdější finalistka Viktoria Azarenková z Běloruska. Na posledním turnaji profesionální kariéry Kim Clijstersové, spolu vytvořily pár v soutěži ženské čtyřhry. Skončily však v úvodní fázi. V září získala premiérový titul na okruhu WTA, když na cestě do finále québeckého Bell Challenge přehrála nejvýše nasazenou Slovenku Dominiku Cibulkovou, Chorvatku Mirjanu Lučićovou Baroniovou, Gruzínku Annu Tatišviliovou a v semifinále Němku Monu Barthelovou. V boji o titul pak vyhrála nad českou turnajovou osmičkou Lucií Hradeckou.
Po návratu na evropský kontinent odehrála linecký Generali Ladies, kde si účast v hlavní soutěži vybojovala postupem z kvalifikace. V úvodním kole přešla přes francouzskou hráčku Alizé Cornetovou a ve čtvrtfinále zvládla utkání s favorizovanou bývalou světovou jedničkou Anou Ivanovićovou ve dvou setech. Mezi poslední čtyřkou tenistek ji vystavila stopku Němka Julia Görgesová. V následné pondělní klasifikaci se posunula na své kariérní maximu, když figurovala na 58. příčce. V říjnu Kim Clijstersová oznámila, že by jí ráda pomohla ve zlepšení jako trenérka na částečný úvazek. V prosinci se pak jejím novým koučem stal Maxime Braeckman, ale Flipkensová pokračovala také v započaté spolupráci s Clijstersovou.

#### 2013

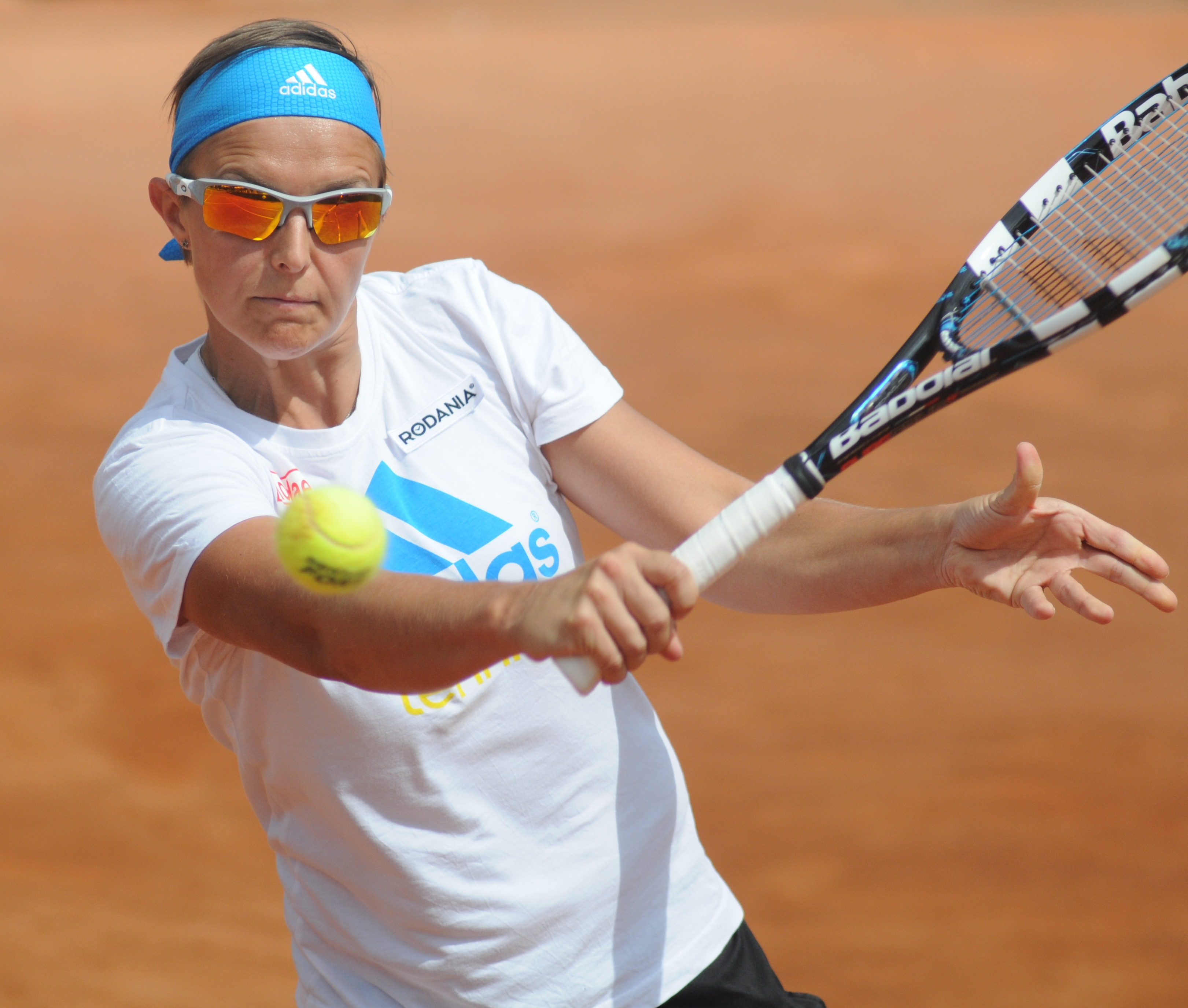
Bekhendový volej během tréninku na Rome Masters 2014

Sezónu rozehrála na tasmánském Moorilla Hobart International, kde v úvodním utkání přehrála Italku Francescu Schiavoneovou. Poté na její raketě zůstaly Srbka Bojana Jovanovská a Rumunka Monica Niculescuová. V semifinále ji vyřadila Mona Barthelová ve dvou setech. Na melbournském grandslamu Australian Open prošla do osmifinále přes lucemburskou hráčku Mandy Minellaovou, Kláru Zakopalovou a Valerii Savinychovou. Ve čtvrtém kole ji porazila Maria Šarapovová po hladkém průběhu.
Travnatou wimbledonskou přípravu zahájila na birminghamském AEGON Classic, kde startovala jako turnajová jednička. Po volném losu zdolala kvalifikantku Ajlu Tomljanovićovou. Ve třetí fázi byla nad její síly Slovenka Magdaléna Rybáriková, která ukončila její pouť turnajem. Týden před grandslamem zavítala do nizozemského Rosmalenu na Topshelf Open, kde si zahrála druhé finále okruhu WTA v kariéře. V roli turnajové čtyřky postupně porazila Schiavoneovou, Krajicekovou, sedmou nasazenou Polku Urszulu Radwańskou a konečně v semifinále španělské překvapení, kvalifikantku Garbiñe Muguruzovou. V bitvě o titul však nestačila na nenasazenou Rumunku Simonu Halepovou po dvousetovém průběhu. Halepová tak slavila první titul na okruhu.
Nejlepší grandslam dosavadní kariéry odehrála ve Wimbledonu, kam přijížděla v roli turnajové dvacítky. V prvních čtyřech kolech neztratila žádný set a po vítězství nad Italkou Flavií Pennettaovou postoupila do čtvrtfinále. V něm si ve třech setech poradila s wimbledonskou vítězkou z roku 2011 Petrou Kvitovou.

## Finále na Grand Slamu

### Smíšená čtyřhra: 1 (0–1)
| Stav       | rok  | turnaj  | povrch | spoluhráč              | soupeři ve finále           | výsledek         |
| ---------- | ---- | ------- | ------ | ---------------------- | --------------------------- | ---------------- |
| Finalistka | 2022 | US Open | tvrdý  | Édouard Roger-Vasselin | Storm Sandersová John Peers | 6–4, 4–6, [7–10] |

## Finále na okruhu WTA Tour
| Legenda                                      |
| -------------------------------------------- |
| D – dvouhra; Č – čtyřhra                     |
| Grand Slam (0)                               |
| Turnaj mistryň (0)                           |
| Premier Mandatory & Premier 5 / WTA 1000 (0) |
| Premier / WTA 500 (0–2 Č)                    |
| International / WTA 250 (1–3 D; 7–6 Č)       |

### Dvouhra: 3 (1–3)
| Stav       | č. | datum           | turnaj                           | povrch  | soupeřka ve finále   | výsledek           |
| ---------- | -- | --------------- | -------------------------------- | ------- | -------------------- | ------------------ |
| Vítězka    | 1. | 16. září 2012   | Québec, Kanada                   | koberec | Lucie Hradecká       | 6–1, 7–5           |
| Finalistka | 1. | 22. června 2013 | 's-Hertogenbosch, Nizozemsko     | tráva   | Simona Halepová      | 4–6, 2–6           |
| Finalistka | 2. | 6. března 2016  | Monterrey, Mexiko                | tvrdý   | Heather Watsonová    | 6–3, 2–6, 3–6      |
| Finalistka | 3. | 13. června 2018 | 's-Hertogenbosch, Nizozemsko (2) | tráva   | Aleksandra Krunićová | 7–6(7–0), 5–7, 1–6 |

### Čtyřhra: 15 (7–8)
| Stav       | č. | datum           | turnaj                       | povrch    | spoluhráčka              | soupeřky ve finále                                   | výsledek              |
| ---------- | -- | --------------- | ---------------------------- | --------- | ------------------------ | ---------------------------------------------------- | --------------------- |
| Vítězka    | 1. | 25. září 2016   | Soul, Jižní Korea            | tvrdý     | Johanna Larssonová       | Akiko Omaeová Peangtarn Plipuečová                   | 6–2, 6-3              |
| Finalistka | 1. | 27. května 2017 | Norimberk, Německo           | antuka    | Johanna Larssonová       | Nicole Melicharová Anna Smithová                     | 6–3, 3–6, [9–11]      |
| Vítězka    | 2. | 17. června 2017 | 's-Hertogenbosch, Nizozemsko | tráva     | Dominika Cibulková       | Kiki Bertensová Demi Schuursová                      | 4–6, 6–4, [10–6]      |
| Finalistka | 2. | 21. října 2017  | Lucemburk, Lucembursko       | tvrdý (h) | Eugenie Bouchardová      | Lesley Kerkhoveová Lidzija Marozavová                | 7–6(7-4), 4–6, [6–10] |
| Finalistka | 3. | 25. února 2018  | Budapešť, Maďarsko           | tvrdý (h) | Johanna Larssonová       | Georgina García Pérezová Fanny Stollárová            | 6–4, 4–6, [3–10]      |
| Vítězka    | 3. | 15. dubna 2018  | Lugano, Švýcarsko            | antuka    | Elise Mertensová         | Věra Lapková Aryna Sabalenková                       | 6–1, 6–3              |
| Finalistka | 4. | 26. května 2018 | Norimberk, Německo           | antuka    | Johanna Larssonová       | Demi Schuursová Katarina Srebotniková                | 6–3, 3–6, [7–10]      |
| Finalistka | 5. | 16. června 2018 | 's-Hertogenbosch, Nizozemsko | tráva     | Kiki Bertensová          | Elise Mertensová Demi Schuursová                     | 3–3skreč              |
| Vítězka    | 4. | 15. října 2018  | Linec, Rakousko              | tvrdý (h) | Johanna Larssonová       | Raquel Atawová Anna-Lena Grönefeldová                | 4–6, 6–4, [10–5]      |
| Finalistka | 6. | leden 2019      | Hobart, Austrálie            | tvrdý     | Johanna Larssonová       | Čan Chao-čching Latisha Chan                         | 3–6, 6–3, [6–10]      |
| Vítězka    | 5. | červen 2019     | Mallorca, Španělsko          | tráva     | Johanna Larssonová       | María José Martínez Sánchezová Sara Sorribes Tormová | 6–2, 6–4              |
| Finalistka | 7. | červen 2019     | Eastbourne, Velká Británie   | tráva     | Bethanie Mattek-Sandsová | Čan Chao-čching Latisha Chan                         | 6–2, 3–6, [6–10]      |
| Finalistka | 8. | 20. října 2019  | Moskva, Rusko                | tvrdý (h) | Bethanie Mattek-Sandsová | Šúko Aojamová Ena Šibaharaová                        | 2–6, 1–6              |
| Vítězka    | 6. | 16. října 2022  | Kluž, Rumunsko               | tvrdý (h) | Laura Siegemundová       | Kamilla Rachimovová Jana Sizikovová                  | 6–3, 7–5              |
| Vítězka    | 7. | 14. ledna 2023  | Hobart, Austrálie            | tvrdý     | Laura Siegemundová       | Viktorija Golubicová Panna Udvardyová                | 6–4, 7–5              |

## Finále série WTA 125
| Legenda                  |
| ------------------------ |
| D – dvouhra; Č – čtyřhra |
| WTA 125 (1–0 D)          |

### Dvouhra: 1 (1–0)
| Stav    | č. | datum              | turnaj                 | povrch | soupeřka ve finále | výsledek      |
| ------- | -- | ------------------ | ---------------------- | ------ | ------------------ | ------------- |
| Vítězka | 1. | 17. listopadu 2019 | Houston, Spojené státy | tvrdý  | Coco Vandewegheová | 7–6(7–4), 6–4 |

## Tituly na okruhu ITF

### Dvouhra (13)
| č.  | datum             | turnaj                   | dotace      | povrch  | soupeřka ve finále   | výsledek      |
| --- | ----------------- | ------------------------ | ----------- | ------- | -------------------- | ------------- |
| 1.  | 4. srpen 2002     | Pétange, Francie         | 10 000 $    | antuka  | Tanja Hirschauerová  | 4–6, 6–2, 6–1 |
| 2.  | 18. srpen 2002    | Koksijde, Belgie         | 10 000 $    | antuka  | Michelle Gerardsová  | 6–4, 7–6(3)   |
| 3.  | 5. duben 2004     | Neapol, Itálie           | 10 000 $    | antuka  | Mandy Minellaová     | 5–7, 6–3, 6–1 |
| 4.  | 25. červenec 2004 | Innsbruck, Rakousko      | 50 000 $    | antuka  | Michaela Paštiková   | 6–2, 6–3      |
| 5.  | 14. srpen 2005    | Hechingen, Německo       | 25 000 $    | antuka  | Magdaléna Rybáriková | 6–4, 6–3      |
| 6.  | 5. březen 2006    | Las Palmas, Španělsko    | 25 000 $    | tvrdý   | Alla Kudrjavcevová   | 6–1, 6–4      |
| 7.  | 2. březen 2008    | Buchen, Německo          | 10 000 $    | koberec | Sandra Záhlavová     | 6–1, 3–6, 6–4 |
| 8.  | 30. březen 2008   | Tessenderlo, Belgie      | 25 000 $    | antuka  | Caroline Maesová     | 7–5, 6–1      |
| 9.  | 15. červen 2008   | Marseille, Francie       | 75 000 $    | antuka  | Stéphanie Foretzová  | 7–6(4), 6–2   |
| 10. | 19. červenec 2009 | Zwevegem, Belgie         | 25 000 $    | antuka  | Jurika Semová        | 6–3, 6–3      |
| 11. | 2. červenec 2012  | Middelbourg, Nizozemsko  | 25 000 $    | antuka  | Aravane Rezaïová     | 6–0, 6–1      |
| 12. | 5. srpna 2012     | Rebecq, Francie          | 25 000 $    | antuka  | Myrtille Georgesová  | 6–2, 6–1      |
| 13. | červen 2018       | Southsea, Velká Británie | 100 000 $+H | tráva   | Katie Boulterová     | 6–4, 5–7, 6–3 |

### Čtyřhra (1)
| č. | datum          | turnaj           | dotace   | povrch | spoluhráčka       | soupeřky ve finále              | výsledek |
| -- | -------------- | ---------------- | -------- | ------ | ----------------- | ------------------------------- | -------- |
| 1. | 17. srpen 2003 | Koksijde, Belgie | 10 000 $ | antuka | Elke Clijstersová | Zuzana Černá Vladimíra Uhlířová | 6–2, 6–4 |

## Výhry nad hráčkami Top 10
Přehled uvádí vyhrané zápasy Flipkensové ve dvouhře nad tenistkami, které v době utkání figurovaly do 10. místa žebříčku WTA.

### Přehled sezón
| Sezóna      | 2012 | 2013 | 2014 | 2015 | 2016 | 2017 | 2018 | Celkem |
| počet výher | 1    | 2    | 0    | 0    | 2    | 0    | 0    | 5      |

### Přehled výher
| č.          | hráčka Top 10       | WTA         | událost                        | povrch      | fáze        | výsledek           |
| Sezóna 2012 | Sezóna 2012         | Sezóna 2012 | Sezóna 2012                    | Sezóna 2012 | Sezóna 2012 | Sezóna 2012        |
| ----------- | ------------------- | ----------- | ------------------------------ | ----------- | ----------- | ------------------ |
| 1.          | Samantha Stosurová  | 5.          | Rosmalen, Nizozemsko           | tráva       | 1. kolo     | 7–6(9–7), 6–3      |
| 2013        |                     |             |                                |             |             |                    |
| 2.          | Petra Kvitová       | 8.          | Miami, Spojené státy           | tvrdý       | 3. kolo     | 6–0, 4–6, 6–1      |
| 3.          | Petra Kvitová       | 8.          | Wimbledon, Spojené království  | tráva       | čtvrtfinále | 4–6, 6–3, 6–4      |
| 2016        |                     |             |                                |             |             |                    |
| 4.          | Garbiñe Muguruzaová | 2.          | Mallorca, Španělsko            | tráva       | 1. kolo     | 6–3, 6–4           |
| 5.          | Venus Williamsová   | 6.          | LOH – Rio de Janeiro, Brazílie | tvrdý       | 1. kolo     | 4–6, 6–3, 7–6(7–5) |

## Postavení na konečném žebříčku WTA

### Dvouhra
| Rok    | 2001  | 2002   | 2003   | 2004   | 2005   | 2006   | 2007   | 2008   | 2009  | 2010  | 2011   | 2012  | 2013  | 2014  | 2015  | 2016  | 2017  | 2018  | 2019  | 2020  | 2021   |
| Pořadí | 1122. | ▲ 560. | ▲ 363. | ▲ 169. | ▼ 201. | ▲ 105. | ▼ 363. | ▲ 104. | ▼ 81. | ▲ 77. | ▼ 194. | ▲ 54. | ▲ 20. | ▼ 46. | ▼ 93. | ▲ 62. | ▼ 76. | ▲ 48. | ▼ 95. | ▲ 85. | ▼ 305. |